# Route 6 (Nouvelle-Écosse)
Pour les articles homonymes, voir Route 6.
La route 6 est une route principale de la Nouvelle-Écosse située dans le nord-ouest de la province, desservant les villes d'Amherst, de Pugwash et de Tatamagouche. Elle traverse une région boisée et agricole. Sur son trajet, elle suit les rives du Détroit de Northumberland sur la plupart de son parcours, et mesure 137 km (85 mi). La route 6 fait aussi de la Sunrise Trail.

## Description du tracé
La route 6 débute à la sortie 3 de la route 104, au sud-est de la frontière avec le Nouveau-Brunswick. Elle devient ensuite la rue principale d'Amherst, la rue Victoria, et croise notamment la rue Church, la route 2. Elle quitte la ville par le nord-est, puis elle tourne vers l'est pour aller à Truemanville. Plus à l'est, elle rejoint la rive du Détroit de Northumberland, puis Port Hove, et, 4 km (2,5 mi) plus à l'est, elle traverse Pugwash.
Elle passe ensuite au sud de la Réserve nationale de faune de Wallce Bay, puis elle rejoint le village de Wallace. Elle bifurque ensuite vers le sud-est pour rejoindre la ville de Tatamagouche. Après celle-ci, elle continue de suivre la rive du Détroit de Northumberland, en traversant Marshville (en), Melville (en) et Toney River. Elle atteint ensuite Caribou River, où elle tourne légèrement vers le sud-est en se séparant peu à peu de la côte pour rejoindre la sortie 3 de la route 106, un carrefour giratoire, tout juste à l'ouest de Pictou. C'est à cet endroit qu'elle prend fin.

## Intersections majeures
| Comté                   | Ville                        | km     | Sortie                      | Destinations                                                  | Notes |
| ----------------------- | ---------------------------- | ------ | --------------------------- | ------------------------------------------------------------- | --- |
| Cumberland              | Amherst                      | 0,00   |                             | Route 104 – Springhill, Halifax, Truro, Nouveau-Brunswick     | Sortie 3 de la Route 104 |
| Cumberland              | Amherst                      | 2,80   |                             | Route 2 est (Church Street) vers Route 204                    | Terminus ouest du multiplex avec la Route 2                                                                                    |
| Cumberland              | Amherst                      | 2,90   |                             | Route 2 ouest (LaPlanche Street)                              | Terminus est du multiplex avec la Route 2                                                                                      |
| Cumberland              | East Amherst                 | 3,60   |                             | Route 366 est – Tidnish, Lorneville, Île-du-Prince-Édouard    | Terminus ouest de la Route 366                                                                                                 |
| Cumberland              | Port Howe                    | 41,90  |                             | Route 366 ouest – Northport, Île-du-Prince-Édouard            | Terminus est de la Route 366                                                                                                   |
| Cumberland              | Port Howe                    | 43,10  |                             | Route 301 sud – Riverview, Oxford                             | Terminus nord de la Route 301                                                                                                  |
| Cumberland              | Limite Port Howe–Port Philip | 44,20  | Traverse la rivière Philip  | Traverse la rivière Philip                                    | Traverse la rivière Philip |
| Cumberland              | Port Philip                  | 44,40  |                             | Route 321 sud – Oxford, Springhill                            | Terminus nord de la Route 321                                                                                                  |
| Cumberland              | Pugwash                      | 50,90  | Traverse la rivière Pugwash | Traverse la rivière Pugwash                                   | Traverse la rivière Pugwash |
| Cumberland              | Head of Wallace Bay          | 58,70  |                             | Route 368 sud – Oxford, Wentworth                             | Terminus nord de la Route 368                                                                                                  |
| Cumberland              | Wallace Bridge               | 64,20  | Traverse la rivière Wallace | Traverse la rivière Wallace                                   | Traverse la rivière Wallace |
| Cumberland              | Wallace                      | 67,60  |                             | Route 307 sud – Wentworth, Folly Lake                         | Terminus nord de la Route 307                                                                                                  |
| Colchester              | Tatamagouche                 | 86,90  |                             | Route 246 sud – Wentworth, New Annan                          | Terminus nord de la Route 246                                                                                                  |
| Colchester              | Tatamagouche                 | 88,10  |                             | Route 311 sud – Earltown, Truro                               | Terminus nord de la Route 311                                                                                                  |
| Colchester              | Brule Corner                 | 98,00  |                             | Route 326 sud vers Route 311 – Denmark, Earltown              | Terminus nord de la Route 326                                                                                                  |
| Pictou                  | River John                   | 107,60 | Traverse la rivière John    | Traverse la rivière John                                      | Traverse la rivière John |
| Pictou                  | Pictou                       | 136,40 | 3D                          | Route 376 sud vers Route 256 – Lyons Brook, Durham            | Carrefour giratoire; terminus nord de la Route 376; indiqué sortie 3C pour la Route 6 ouest; numéros de sortie de la Route 106 |
| Pictou                  | Pictou                       | 136,40 | 3E                          | Route 106 sud vers Route 104 – New Glasgow, Truro, Cap-Breton | Carrefour giratoire; terminus nord de la Route 376; indiqué sortie 3C pour la Route 6 ouest; numéros de sortie de la Route 106 |
| Pictou                  | Pictou                       | 136,40 | 3A                          | West River Road – Pictou                                      | Carrefour giratoire; terminus nord de la Route 376; indiqué sortie 3C pour la Route 6 ouest; numéros de sortie de la Route 106 |
| Pictou                  | Pictou                       | 136,40 | 3B                          | Route 106 nord – Traversier vers l'Île-du-Prince-Édouard      | Carrefour giratoire; terminus nord de la Route 376; indiqué sortie 3C pour la Route 6 ouest; numéros de sortie de la Route 106 |
| - Terminus de multiplex |                              |        |                             |                                                               | |